# Мотыжное земледелие

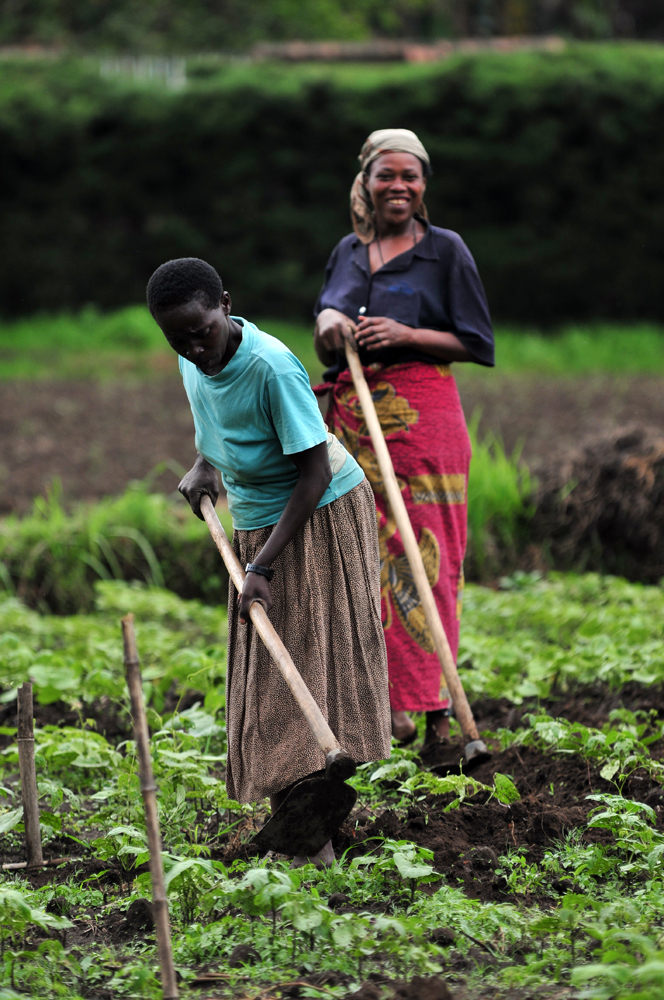
Выращивание бобовых в Демократической Республике Конго (провинция Северное Киву)

Мотыжное земледелие — способ обработки почвы, заключающийся в переворачивании верхнего слоя с помощью ручных инструментов (например, лопаты, мотыги). Неэффективный метод, применявшийся в эпоху позднего мезолита и раннего неолита до популяризации пахоты плугом. В настоящее время применяется при обработке небольших сельскохозяйственных территорий (например, приусадебных участков), небольшая площадь которых не позволяет использовать механизированные средства сельскохозяйственного производства.